# 勞思光
勞思光（1927年9月3日—2012年10月21日），原名勞榮瑋，字仲瓊，號韋齋，筆名思光，湖南長沙人，中国哲學家及教育家、中央研究院院士。

## 生平

### 家庭及成長
勞思光是湖南省長沙府善化縣人，出身翰林世家，打下紮實深厚的國學基礎。
高中畢業，勞思光至北京大學哲學系進修，未及畢業，就因1949年國民政府敗退，遂隨父母移居台灣，在台灣大學哲學系完成學業。其後的白色恐怖年代，因反對國民黨獨裁，主張民主自由，引起調查局與警備總部注意，意圖加害，得其父舊部通知危險，被迫離開台灣，寓居香港。
勞教授反對專制，發誓除非共產黨下台，否則不回中國大陸；又發誓除非台灣解嚴，否則不到台灣，所以勞師下半生從未踏足中國大陸，而在很長一段時間，勞師的著作都被台灣政府列為禁書，甚至父母過世，也無法返台奔喪。

### 香港時期
勞教授到港後，專心在學術方面，先後於珠海書院、崇基學院及香港中文大學教授哲學，並在美國哈佛大學及普林斯頓大學從事研究工作。勞教授在中大崇基學院時，除任課之外，尚須編寫教材，譬如勞教授就因此而完成《中國文化要義》一書。後來他更擔任研究所主任一職。勞教授公務雖忙，但著作更勤，特別以《新編中國哲學史》三卷名重於時。但勞教授也非常關心時局世運、重視中國前途，於是在1981年請李怡等共同發起組織「前景社」，探討香港及中國的前途。勞教授退休後，任香港中文大學中國文化研究所高級研究員及該校逸夫書院高級導師。
勞思光在香港中文大學授課期間，與唐君毅、牟宗三齊名，被喻為「香港人文三老」。其所著的《新編中國哲學史》，運用其提倡的「基源問題研究法」進行嚴格的分析，展示中國哲學各時代不同門派的學術見解與內層理境，出版以來，深為學界所重，有學者推重之為同類型著作之中最突出的一本。

### 臺灣歲月
勞教授離台前，曾立誓說除非國民黨終止戒嚴，否則不回台灣，並時常關切、幫助台灣的黨外運動。從香港退休後，因為台灣已經解嚴，1989年年勞教授受台灣國立清華大學社會科學院院長李亦園之邀，擔任歷史研究所客座教授；在台期間，勞教授先後任教於清華大學、政治大學、東吳大學及華梵大學，擔任華梵大學教授及東吳大學端木愷講座教授，並於2001年榮獲台灣行政院文化獎，2002年獲選中央研究院院士。2004年榮獲香港中文大學榮譽文學博士。
勞教授在台，仍然不改關心時事的心懷，除了應邀撰寫報紙短文外，1990年代民進黨人士接觸勞師，勞教授點出民進黨不能只以反對國民黨而自足，而應該對兩岸問題及台灣前景提出正面的方案，此後，民進黨人士草就《台灣前途決議文》。2005年，勞教授以七十八高齡，仍關心時事，倡議反對六千億元新台幣的軍購案，與其他十名中央研究院的院士聯名發表建言，終於力挽狂瀾。勞教授晚年多病，癆病未癒，外加腸胃病，讓身體虛弱，常常感冒，2010年，勞教授因大腸癌，入院進行切除手術，當時馬英九總統曾親自去醫院探訪。
2012年10月21日，勞教授年邁，因心肌梗塞跌倒，昏厥台北寓所，經發現後，送醫不治，享年85歲。勞先生的生日是八月初八，身分證上登記的出生年為1922年，但出生年確為1927年，所以終年為85歲。華梵大學並於勞思光逝世後成立勞思光研究中心。

## 身后
公祭之日，海內外文史哲學界近50個團體參加追思暨公祭，馬英九總統親臨會場頒贈褒揚令。因其生前表明不願意回到由中國共產黨統治的大陸，學生與家人將其葬於台灣宜蘭縣櫻花陵園。華梵大學並成立勞思光研究中心，收集其手稿和友人書信，並保存勞思光先生在華梵講課的錄音檔，可供研究者使用借閱。

## 家族
高祖勞崇光為清道光進士，曾任兩廣總督，1860年將九龍界限街以南的九龍半島割讓給英國。父親勞競九出身保定軍官學校，曾加入同盟會，參與辛亥革命，後跟白崇禧同學，中將退伍。
堂兄勞幹，中研院院士。

## 學術思想
勞思光學貫中西，尤其長於中國哲學史及現當代西方哲學。但勞教授不願畫地自限，曾謂「百家出入心無礙，一海東西理可知」，所以平生又特別重視比較哲學。
勞教授以自由主義者稱著，實是卓然大成的人文學者。勞教授雖然研究成績斐然，但生平不以已有成績自限，而重視不斷反省上進的哲學生命。所以對自己的作品常不自滿，甚至說「每悔多言刪少作」；但對於自己的學問，他又從不輕言放棄，他不但要求個人不斷反省，以免成為封閉的系統，也勸勉弟子，切勿成立門派，而應保持開放性，這都顯示他自由主義的特色。同時，他誨人不倦，喜歡跟青年談學問，雖然自嘆「才難況亂離」，但終生不離教學崗位，晚年常感體力不足，但一登講壇，仍可以連講數小時。

## 著作
勞教授著作遍及文、史、哲學、考據、時論等，於1968年出版中國哲學史第一卷，1970年出版第二卷，1980年出版第三卷上下冊，1981之後才在台灣三民書局重新出版《新編中國哲學史》望重於時，其中獨創「基源問題研究法」認為哲學史不只是「歷史」，還要有思想，也就是哲學問題意識。他認為身為一個知識份子就是有承擔精神，肩負時代使命，因此著作頗多針對社會政治而發的時論。勞思光亦喜歡寫詩與術數自娛，詩中常可見與詩友及同道交往，也流露對國家社會的所思所感，其詩作因延續同光體的風格，而好用典，中文學界王隆升、林碧玲及彭雅玲等曾註釋其詩作，並發表系列研究。
勞教授桃李滿門，許多學生及學者都曾選讀或旁聽先生講課，或私下請益。但追隨先生撰寫論文的弟子，在香港博士學位的至少有黃慧英、馮耀明、溫偉耀等教授，碩士學位則至少有關子尹、張燦輝、劉國英教授等。而台灣方面則僅有兩人。而勞先生過世後，有遺孀黃岱雲女士及女兒勞延韻一人。
```
   有關勞思光先生在雜誌所發表之文章可以參考劉國編彙的勞思光著作初稿，
```

## 生平簡表
1927 0歲。出生
1946 19歲。進入國立北京大學哲學系
1949 22歲。國立北京大學哲學系肄業
1952 25歲。國立臺灣大學哲學系畢業
1955 28歲。擔任香港珠海書院講師
1964 37歲。擔任香港中文大學崇基學院哲學系講師、高級講師及教授
1985 58歲。擔任香港中文大學中國文化研究所高級研究員
1989 62歲。台灣國立清華大學歷史研究所客座教授
1992 65歲。台灣國立政治大學客座教授
1994 67歲。台灣華梵大學哲學系講座教授至2012年
1999 72歲。台灣東吳大學哲學系客座教授
2000 73歲。中華民國斐陶斐榮譽學會傑出成就獎，轉任台灣東吳大學端木愷講座教授
2001 74歲。獲得行政院文化獎
2002 75歲。獲選中央研究院院士
2004 77歲。獲頒香港中文大學榮譽文學博士
2007 80歲。香港中文大學唐君毅訪問教授
2012 85歲。在台北住所因心肌梗塞跌倒，送醫不治

## 履歷
- 1946年—1949年：北京大學哲學系修業
- 1952年：國立臺灣大學哲學系畢業
- 1955年—1964年：珠海學院講師
- 1964年—1985年：香港中文大學崇基學院哲學系講師、高級講師及教授
- 1969年—1970年：哈佛大學訪問學人
- 1970年、1975年—1976年：普林斯頓大學訪問學人
- 1985年—1989年：香港中文大學文化研究所高級研究員
- 1989年—1992年：國立清華大學客座教授
- 1992年—1993年：國立政治大學客座教授
- 1994年—2006年：華梵大學哲學系專任教授
- 1999年—2000年：私立東吳大學哲學系客座教授
- 2000年—2001年：香港中文大學哲學系訪問教授
- 2000年—2006年：私立東吳大學端木愷講座教授
- 2006年—2012年：華梵大學哲學系講座教授

## 學術榮譽
- 2000年：中華民國斐陶斐榮譽學會傑出成就獎
- 2001年：中華民國行政院文化獎
- 2002年：中央研究院院士
- 2002年：中華民國教育部學術獎
- 2004年：香港中文大學榮譽文學博士學位

## 著名作品
- 1957年7月：《康德知識論要義》(香港：友聯出版社初版，1974年5月再版)
- 1959年2月：《存在主義哲學》(香港：亞洲出版社，1998年再版新編)
- 1962年7月：《共產黨是很認真的》(Fred Schwarz著，勞思光翻譯 香港：友聯出版社)
- 1962年8月：《哲學淺說》(香港：中國學生周報出版)
- 1968年1月:《中國哲學史》第一卷（(香港中文大學崇基學院初版，1986韓文譯本，鄭仁在譯）
- 1971年10月：《中國哲學史》第二卷(香港中文大學崇基學院初版，1987韓文譯本，鄭仁在譯）
- 1971年：《歷史之懲罰》(香港：大學生活社；1993年台北：風雲時代出版社台一版)
- 1980年7月：《中國哲學史》第三卷上下兩冊(香港：友聯出版社初版,1987韓文譯本，鄭仁在譯）
- 1981年5月：《中國之路向》(香港：尚智出版社)
- 1981年1月：《中國哲學史》三卷四冊 (台北：三民書局)
- 1984年1月：《新編中國哲學史》三卷四冊 (台北：三民書局)
- 1986年10月:儒學精神與世界文化路向（思光少作集）:時報文化出版
- 1986年10月:哲學與歷史（思光少作集）:時報文化出版
- 1986年10月:儒學精神與世界文化路向（思光少作集）:時報文化出版
- 1986年10月:哲學與政治（思光少作集）：時報文化出版
- 1986年10月:知己與知彼（思光少作集）：時報文化出版
- 1986年10月:遠慮與近憂（思光少作集）：時報文化出版
- 1986年10月:西方思想淺談（思光少作集）：時報文化出版
- 1986年10月:書簡與雜記（思光少作集）：時報文化出版
- 1988年12月:思光時論集：允晨文化
- 1988年：《變革與傳承》(台北：幼獅文化)
- 1991年5月:解咒與立法:三民書局
- 1992年2月:思光詩選：三民書局
- 1993年2月:中國文化路向問題的新檢討：東大圖書
- 1996年1月:思辯錄：東大圖書
- 1998年：《中國文化要義新編》(香港：中文大學出版社)
- 1998年：《存在主義哲學新編》(香港：中文大學出版社)
- 1998年：《思想方法五講新編》(香港：中文大學出版社)
- 1998年：《中國文化要義新編》(香港：中文大學出版社)
- 2000年：《歷史之懲罰新編》(香港：中文大學出版社)
- 2000年：《中國之路向新編》(香港：中文大學出版社)
- 2000年：《文化問題論集新編》(香港：中文大學出版社)
- 2000年：《大中庸譯註新編》(香港：中文大學出版社)
- 2001年：《康德知識論要義新編》(香港：中文大學出版社)
- 2001年：《家國天下：思光時論文選》(香港：中文大學出版社)
- 2001年：《哲學問題源流》(香港：中文大學出版社)
- 2001年：《自由、民主與文化創生》(香港：中文大學出版社)
- 2001年：《思光人物論集》(香港：中文大學出版社)
- 2002年：《文化哲學講演錄》(香港：中文大學出版社)
- 2003年：《虛境與希望：論當代哲學與文化》(香港：中文大學出版社)
- 2007年：《危機世界與新希望世界》(香港：中文大學出版社)
- 2012年：《勞思光韋齋詩存述解新編》王隆升主編(萬卷樓)
- 2014年：《當代西方思想的困局》（臺灣商務印書館）
- 2016年：《論哲學基本問題》（華梵大學勞思光研究中心）
- 2017年：《哈伯瑪斯道德意識與溝通行為》（華梵大學勞思光研究中心）
- 2019年：《哈伯瑪斯事實性與規範性》（華梵大學勞思光研究中心）

## 外部連結
- 勞思光，哲學（華梵大學勞思光官方網頁）
- 勞思光研究中心在facebook的專頁
- 大師身影 （页面存档备份，存于）（中文大學大學展覧廳官方網頁）
- 劉國英、黎漢基合編：〈勞思光先生著述繫年初編〉 （页面存档备份，存于）
- 張善穎：〈勞思光先生簡歷與著作繫年表〉
- 張善穎：〈情意我與心靈境界──從《思光詩選》一探勞思光先生的哲學生命〉